# Volaticotherium
Volaticotherium is een geslacht van uitgestorven zoogdieren uit het Mesozoïcum (waarschijnlijk het Jura) van China dat in staat was tot glijvluchten, net als bijvoorbeeld vliegende katten en de suikereekhoorn. De enige soort en typesoort is Volaticotherium antiquum.

## Classificatie
De beschrijving van Volaticotherium werd in december 2006 gepubliceerd in het tijdschrift Nature. De wetenschappelijke geslachtsnaam, Volaticotherium, is een combinatie van het Latijnse woord volaticus 'gevleugeld, vliegend' met het Griekse θηριον (therion) 'dier', de soortnaam antiquus is een Latijns woord voor 'zeer oud'. Door de ontdekkers werd Volaticotherium ingedeeld in de eigen familie Volaticotheriidae en de eigen orde Volaticotheria. Gedacht werd dat het dier afstamt van een triconodontachtige groep. Bij latere fylogenetische studies werd de Volaticotheria hernoemd naar Volaticotherini en ingedeeld binnen de Eutriconodonta. Argentoconodon, die tijdens het Jura in Zuid-Amerika leefde, werd geduid als nauwste verwant van Volaticotherium. 

## Kenmerken
Volaticotherium is slechts bekend van een enkel fossiel skelet, dat bewaard wordt in het Institute of Vertebrate Paleontology and Paleoanthropology in Peking. Dit fossiel is gevonden in de Daohugou Beds in Ningcheng, een district van Binnen-Mongolië. Het is onduidelijk hoe oud deze fauna is; schattingen variëren van Midden-Jura tot Vroeg-Krijt (125 tot 175 miljoen jaar geleden). V. antiquum was een klein zoogdier ter grootte van een eekhoorn. Op het fossiel zijn afdrukken van haar te zien en van een vlieghuid (patagium), dat aan de poten en de romp verbonden was. De soort had lange ledematen en een lange staart. De tandformule was 3.1.4.32.1.4.2. De snijtanden waren klein, maar de hoektanden waren lang en scherp. De kop-romplengte wordt geschat op 120 tot 140 mm en het gewicht 70 g, ongeveer zo groot dus als de Noord-Amerikaanse vliegende eekhoorn (Glaucomys volans). Volaticotherium at insecten en kon goed in bomen klimmen. Volgens Jin Meng, leider van het onderzoeksteam dat het fossiel ontdekte, geeft de vondst aan dat vroege zoogdieren meer ecologische variatie kenden dan vaak wordt aangenomen.